# Ricardo Guaraca
Ricardo Guaraca – kolumbijski zapaśnik walczący w obu stylach. Mistrz igrzysk Pacyfiku w 1995. Zdobył srebrny medal na igrzyskach boliwaryjskich w 1989 roku.